# Intercontinental GT Challenge 2022
Navigation
2021 2023
Il s'agit de la 7e édition de l'Intercontinental GT Challenge qui se déroule sur 4 continents différents (Océanie, Europe, Amérique et Afrique).

## Calendrier
| Manche | Course                           | Circuit                                            | Date             |
| ------ | -------------------------------- | -------------------------------------------------- | ---------------- |
| 1      | Liqui Moly 12 Heures de Bathurst | Mount Panorama Circuit, Bathurst, Australie        | 13 au 15 Mai     |
| 2      | Total 24 Heures de Spa           | Circuit de Spa-Francorchamps, Stavelot, Belgique   | 28 au 31 Juillet |
| 3      | 8 Heures d'Indianapolis          | Indianapolis Motor Speedway, Indianapolis, USA     | 7 au 9 Octobre   |
| 4      | 12 Heures d'Abou Dabi            | Circuit Yas Marina, Abou Dabi, Émirats arabes unis | 9 au 11 Décembre |
| ,      |                                  |                                                    |                  |

## Pilotes et Équipes
| Constructeur | Équipes                              | Voiture              | Numéro | Pilote               | Catégorie | Manche |
| ------------ | ------------------------------------ | -------------------- | ------ | -------------------- | --------- | ------ |
| Mercedes-AMG | Mercedes-AMG SunEnergy1              | Mercedes-AMG GT3 Evo | 75     | Martin Konrad        | PA        | 1      |
| Mercedes-AMG | Mercedes-AMG SunEnergy1              | Mercedes-AMG GT3 Evo | 75     | Kenny Habul          | PA        | 1      |
| Mercedes-AMG | Mercedes-AMG SunEnergy1              | Mercedes-AMG GT3 Evo | 75     | Jules Gounon         | PA        | 1      |
| Mercedes-AMG | Mercedes-AMG SunEnergy1              | Mercedes-AMG GT3 Evo | 75     | Luca Stolz           | PA        | 1      |
| Mercedes-AMG | Mercedes-AMG Team Triple Eight       | Mercedes-AMG GT3 Evo | 888    | Broc Feeney          | P         | 1      |
| Mercedes-AMG | Mercedes-AMG Team Triple Eight       | Mercedes-AMG GT3 Evo | 888    | Shane van Gisbergen  | P         | 1      |
| Mercedes-AMG | Mercedes-AMG Team Triple Eight       | Mercedes-AMG GT3 Evo | 888    | Prince Jefri Ibrahim | P         | 1      |
| Mercedes-AMG | Mercedes-AMG GruppeM Racing          | Mercedes-AMG GT3 Evo | 999    | Raffaele Marciello   | P         | 1      |
| Mercedes-AMG | Mercedes-AMG GruppeM Racing          | Mercedes-AMG GT3 Evo | 999    | Maximilian Götz      | P         | 1      |
| Mercedes-AMG | Mercedes-AMG GruppeM Racing          | Mercedes-AMG GT3 Evo | 999    | Maximilian Buhk      | P         | 1      |
| Porsche      | GPX Martini Racing                   | Porsche 911 GT3 R    | TBA    | TBA                  |           | TBA    |
| Porsche      | GPX Martini Racing                   | Porsche 911 GT3 R    | TBA    | TBA                  | TBA       |        |
| Porsche      | GPX Martini Racing                   | Porsche 911 GT3 R    | TBA    | TBA                  | TBA       |        |
| Audi         | Team BRM                             | Audi R8 LMS GT3 II   | 17     | Nick Percat          | PA        | 1      |
| Audi         | Team BRM                             | Audi R8 LMS GT3 II   | 17     | Joey Mawson          | PA        | 1      |
| Audi         | Team BRM                             | Audi R8 LMS GT3 II   | 17     | Mark Rosser          | PA        | 1      |
| Audi         | Audi Sport Customer Racing Australia | Audi R8 LMS GT3 II   | TBA    | TBA                  |           | TBA    |
| Audi         | Audi Sport Customer Racing Australia | Audi R8 LMS GT3 II   | TBA    | TBA                  | TBA       |        |
| Audi         | Audi Sport Customer Racing Australia | Audi R8 LMS GT3 II   | TBA    | TBA                  | TBA       |        |

| Icône | Classe     |
| ----- | ---------- |
| P     | Pro Cup    |
| S     | Silver Cup |
| PA    | Pro-Am Cup |
| Am    | Am Cup     |